# هانس جرج دهملت
هانس جرج دهملت (به آلمانی: Hans Georg Dehmelt) (زادهٔ ۹ سپتامبر ۱۹۲۲ در گرلیتس، آلمان – درگذشته ۷ مارس ۲۰۱۷ در سیاتل، واشینگتن، ایالات متحده آمریکا) فیزیک‌دان آلمانی-آمریکایی بود. دهملت و همکارش ولفگانگ پل توانستند «روشی برای به دام اندازی اتم‌های منفرد» پیشنهاد کنند و برای همین کار بود که نیمی از جایزهٔ نوبل سال ۱۹۸۹ به آن تعلق گرفت. (نیم دیگر آن به نورمن فاستر داذه شد) از روش آن‌ها برای اندازه‌گیری دقیق فاکتور g الکترون استفاده شد. هانس جرج دهملت در ۷ مارس ۲۰۱۷ در ۹۴ سالگی درگذشت.

## زندگی
دهملت پس از پایان دوران دبیرستان در سال ۱۹۴۰، داوطلبانه به ارتش آلمان پیوست، پس از آن در سال ۱۹۴۳ به او دستور داده شد تا برای مطالعهٔ فیزیک به دانشگاه برسلو برود. پس از یک سال فراگیری فیزیک او دوباره به ارتش بازگشت و در پی تهاجم آردن اسیر گرفته شد.
در سال ۱۹۴۶ از زندان آمریکایی آزاد شد و دوباره به سمت یادگیری فیزیک بارگشت، او در ۱۹۴۸ کارشناسی ارشد و در ۱۹۵۰ دکتری خود را از دانشگاه گوتینگن دریافت کرد. وی در ۱۹۵۲ برای فوق دکتری به دانشگاه دوک دعوت شد.
دهملت در ۱۹۵۵ به عنوان استادیار در دانشگاه واشینگتن در سیاتل، واشینگتن پذیرفته شد، در ۱۹۵۸، در جایگاه دانشیار و در ۱۹۶۱ در جایگاه استاد تمام قرار گرفت. دهملت تا هنگام بازنشستگی اش، اکتبر ۲۰۰۲، در دانشگاه واشینگتن باقی ماند.
در سال ۱۹۷۹ او سرپرست گروهی بود که نخستین عکس را از یک تک اتم گرفتند.

## جایزه‌ها و نشان‌ها
- جایزهٔ آلمانی داویسون در ۱۹۷۰.
- جایزهٔ رامفورد در ۱۹۸۵.
- جایزهٔ نوبل فیزیک در ۱۹۸۹.
- نشان ملی دانش[۲] در ۱۹۹۵.

## یادداشت و منبع
1. ↑  "Nobel Prize in Physics 1989. Press release". The Royal Swedish Academy of Sciences. 12 October ۱۹۸۹. Retrieved 2008-04-08.
2. ↑  «National Science Foundation - The President's National Medal of Science». بایگانی‌شده از اصلی در ۱۶ اکتبر ۲۰۱۲. دریافت‌شده در ۱۷ اکتبر ۲۰۱۱.

- «Moby Electron" article by David H. Freeman Discover magazine feb. 1991 p۵۱–۵۶